# Щербатов, Александр Алексеевич
Князь  Алекса́ндр Алексе́евич Щерба́тов  (12 [24] февраля 1829, Москва — 5 [18] января 1902, Москва) — участник Крымской войны, московский городской голова, почётный гражданин Москвы (с 05.03.1866), Действительный статский советник (1869).

## Биография
Родился 12 (24) февраля 1829 года в Москве. Сын князя Алексея Григорьевича Щербатова и его второй супруги Софии Степановны, урождённой Апраксиной.
Получил хорошее домашнее образование под непосредственным руководством матери. В 1845 году поступил в Московский университет, который успешно окончил в 1849 году и 16 января 1850 года по своему выбору поступил на военную службу юнкером в Кирасирский военного ордена полк; 2 июля того же года произведён в корнеты. В 1851 году переведён в Лейб-кирасирский полк; поручик с 1852 года.
В 1853 году благодаря сестре княгине Е. А. Васильчиковой и её связям при дворе был назначен адъютантом к князю Паскевичу. Принимал участие в делах при осаде Силистрии и был контужен пулей при штурме Араб-Табии. В 1856 году назначен адъютантом к князю М. Д. Горчакову; в том же году, 1 июля был переведён в Кавалергардский полк корнетом, с оставлением в той же должности. В 1857 году произведён в поручики гвардии; 30 ноября того же года уволен от службы по домашним обстоятельствам.
В 1858 году Щербатов с семьей переехал из Варшавы в Москву, где купил дом на углу Большой Никитской улицы и Скарятинского переулка. Был совладельцем родового щербатовского имения Литвиново. Осенью 1858 года стал хозяином верейского имения Наро-Фоминское, подаренного ему матерью. По воспоминаниям своего друга Б. Н. Чичерина:

Он жил себе московским барином, значительно умножив и без того весьма хорошее свое состояние, наслаждаясь счастливой семейной средой. Его общительный и приветливый нрав, его сердечность, соединенная с большим здравым смыслом, высокое благородство его характера, приобрели ему всеобщую любовь и уважение. Его положение в Москве было, можно сказать, совершенно исключительное. Держа свои дела всегда в полном порядке, он тем не менее жил на широкую ногу и принимал весь город.

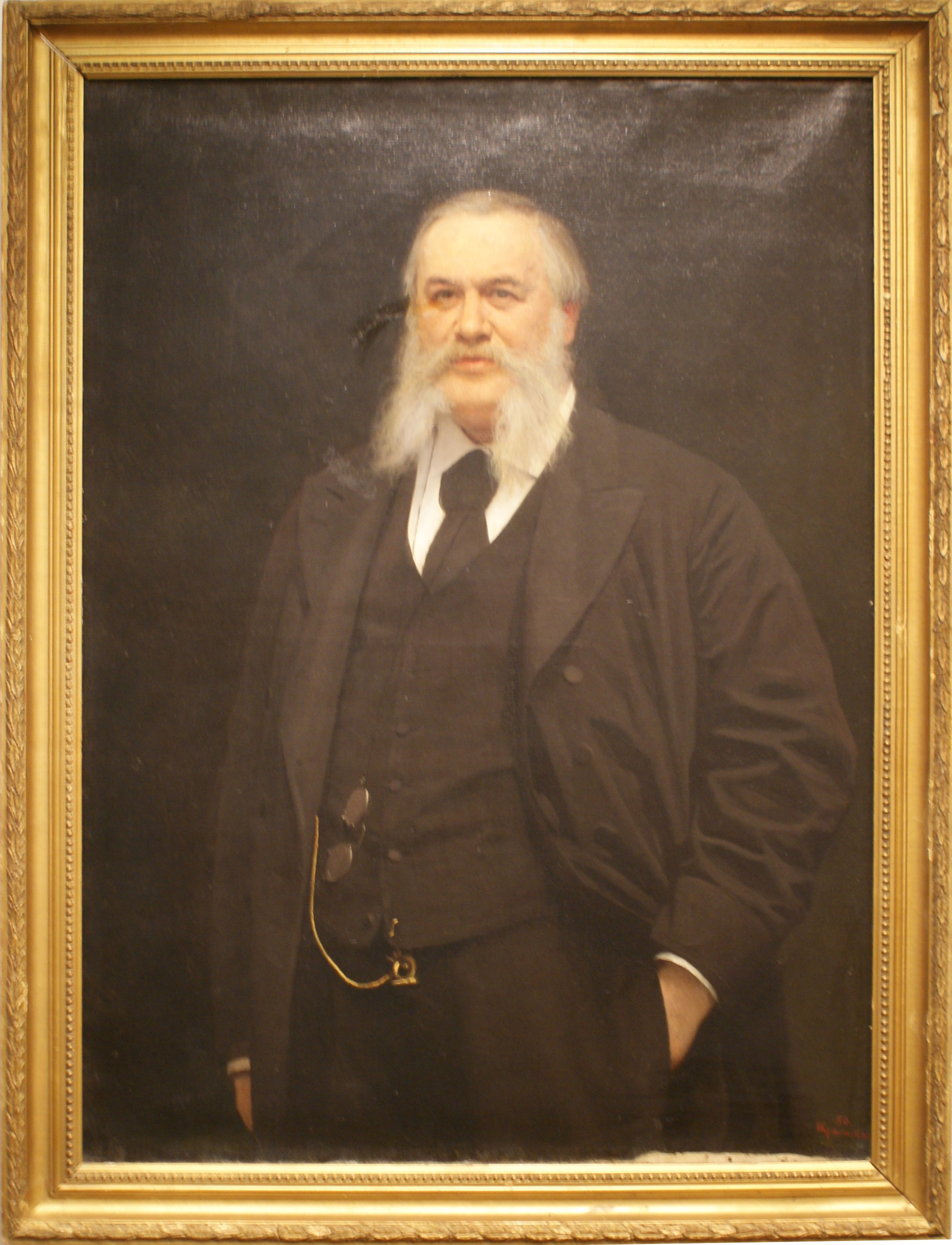
А. А. Щербатов на портрете И. Н. Крамского (1880)

В 1859 году был избран верейским уездным предводителем дворянства, где активно проводил крестьянскую реформу 1861 года.
В 1863 году был избран московским городским головой (первым выборным всесословно по положению Александра II). При нём в городе были учреждены первые городские женские училища, отпускались средства на содержание Румянцевского музея и выплачивалась стипендия особо одаренным студентам Московской консерватории и Московского университета.

…[Москва] нашла в нём именно такого человека, который способен соединить вокруг себя все сословия, русского барина в самом лучшем смысле, без аристократических предрассудков, с либеральным взглядом, с высокими понятиями о чести, неуклонного прямодушия, способного понять и направить практическое дело, обходительного и ласкового со всеми, но тонко понимающего людей и умеющего с ними обращаться. Знающие его близко могут оценить и удивительную горячность его сердца, в особенности редкую участливость ко всему, что касается его близких и друзей. Его дружба — твердыня, на которую можно опереться. Когда мне в жизни приходилось решать какой-нибудь практический вопрос, особенно требующий нравственной оценки, я ни к кому не обращался за советом с таким доверием, как к Щербатову.— Б. Н. Чичерин
По состоянию здоровья 28 февраля 1869 года Щербатов был вынужден оставить свой пост, при этом был произведён в действительные статские советники. В 1879 году он по приглашению правительства вошел в Высшую совещательную комиссию графа Э. Баранова и обследовал железную дорогу на территории от Вологды до Севастополя. Был пайщиком Московского купеческого банка.
В Павлоградском уезде Екатеринославской губернии владел большим, более 20 тысяч га, имением под названием «Хорошее». 
Активный благотворитель Щербатов сделал многое для открытия на средства П. Г. Дервиза в Москве первой городской детской больнице и до конца своей жизни был её попечителем. В 1869 году был избран товарищем председателя Попечительского об Арнольдо-Третьяковском училище глухонемых общества. С 1875 года исполнял обязанности правителя канцелярии Дамского попечительства о бедных, который был частично размещён во флигеле его дома. После кончины матери, в 1887 году Щербатов открыл приют для неизлечимо больных детей в её доме на Садово-Кудринской, который позже был преобразован в Софийскую детскую больницу. С 1894 года возглавлял Пресненское отделение попечительства о бедных, где под его руководством были открыты благотворительные учреждения и сняты для нуждающихся в жилье множество дешевых и бесплатных квартир. Мечта Щербатова об улучшение жилищных условий бедных москвичей осуществилась уже после его смерти. Всего на благотворительность он израсходовал около двух миллионов рублей.
Скончался в Москве (5 (18) января 1902), похоронен с женой в Донском монастыре.

## Семья

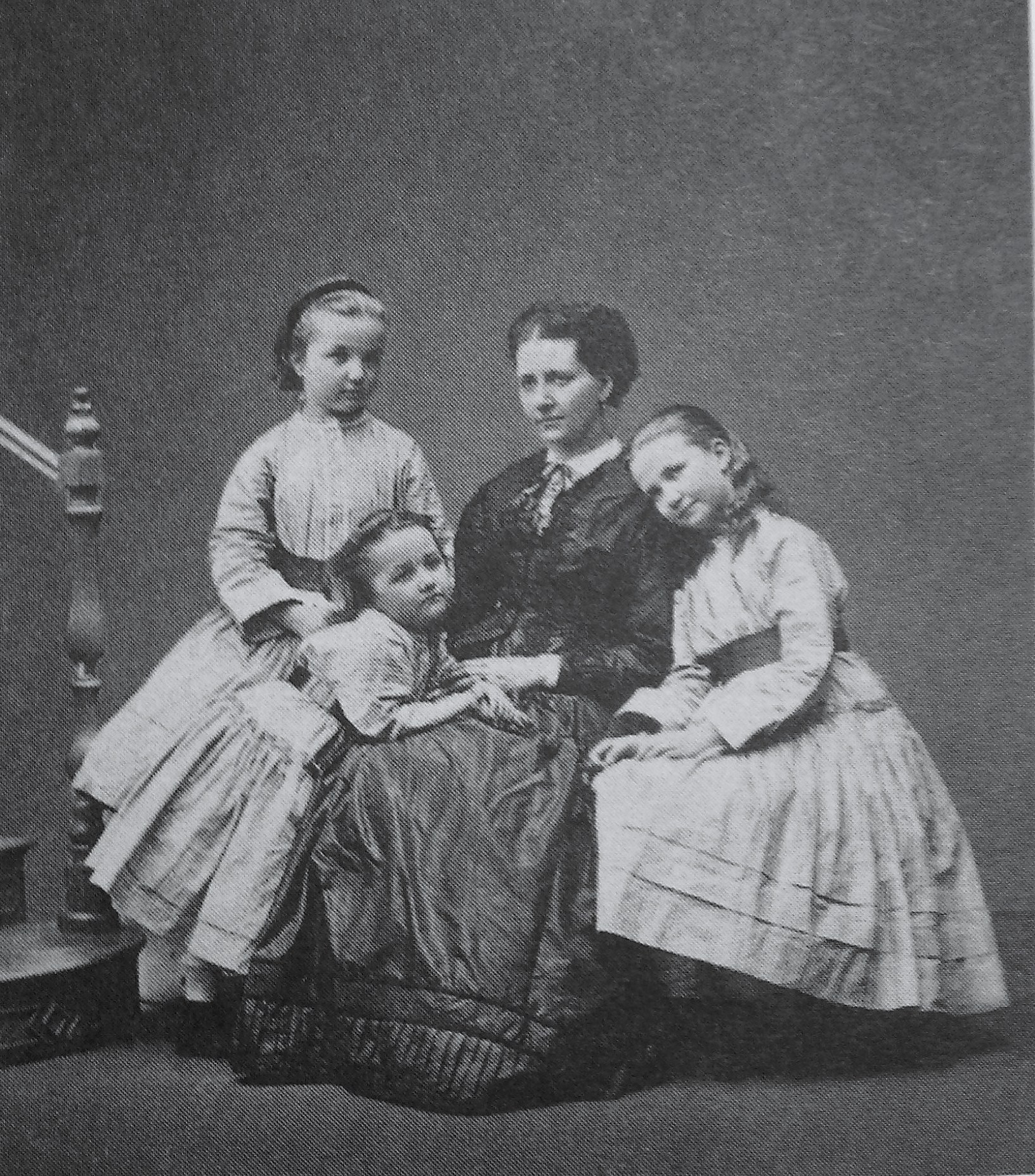
Мария Павловна с дочерьми

Жена (с 13 июля 1855 года) — Мария Павловна Муханова (30.10.1836—11.12.1892), дочь историка П. А. Мухановa и внучка министра внутренних дел Царства Польского графа Т. Мостовского. Получила прекрасное образование и, по словам мужа, была редкою красавицей. Венчание их состоялось в Варшаве в домовой церкви Шляхтенского института. Будучи умной женщиной, Мария Павловна отлично понимала мужа, которому соответствовала и характером. Вместе с ним занималась благотворительностью и более 30-лет состояла попечительницей Пресненского отделения Дамского попечительства о бедных в Москве. По словам Б. Чичерина:

Смолоду блиставшая обаятельной грацией и красотою, княгиня Щербатова сохраняла и в зрелых летах всю живость и зрелость необыкновенно восприимчивого и тонкого ума, искавшего постоянной пищи в разнообразном чтение, что было редкостью не только между дамами, но и между мужчинами. Одаренная горячем сердцем и пылким воображением, она равно могла быть центром оживленного салонного разговора и соединить вокруг себя тесный приятельский кружок. Детей своих, она вкупе с мужем, воспитала в таком высоком нравственном строе, стараясь возбудить в них и умственные интересы и живое участие ко всему доброму, что любо было смотреть на их семейную жизнь.
 В браке родились:
- Софья (1856—1928) — супруга Василия Михайловича Петрово-Соловово (1850—1908),
- Мария (1858—1930) — благотворительница, с 1881 года супруга Ю. А. Новосильцева (1853—192?).
- Ольга (1861—1892) — супруга Михаила Алексеевича Веневитинова (1844—1901).
- Вера (1867—1942) — с 1888 года супруга князя Евгения Николаевича Трубецкого (1863—1920).
- Сергей (1875—1962) — женат на Пелагее (Полине) Ивановне Розановой (1880—1966).

Со своими детьми князь общался и вёл переписку исключительно на французском языке. Внуки уже могли писать ему по-русски и обращаться на «ты», а не на «вы».